# EWHL Euro Cup
Der EWHL Euro Cup (bis 2024 EWHL Super Cup) ist ein Wettbewerb im Eishockey der Frauen, der von der European Women’s Hockey League (EWHL) und damit maßgeblich vom österreichischen Eishockeyverband ÖEHV organisiert wird.
Der Wettbewerb wurde im Januar 2011 vom ESC Planegg, OSC Berlin und den ZSC Lions Frauen konzipiert, um einen besseren Vergleich zwischen den Spitzenmannschaften der europäischen Ligen zu ermöglichen. Die erstmalige Austragung fand in der Saison 2011/2012 statt, organisiert durch die EWHL.
Für die Teilnahme an der ersten Austragung wurden der Erst- und Zweitplatzierte der vorhergehenden EWHL-Saison, die beiden Erstplatzierten der Deutschen Bundesliga und der Schweizer Leistungsklasse A ausgewählt.
In früheren Jahren wurde eine Einfachrunde jeder gegen jeden gespielt. Bei den deutschen Vertretern galt das erste Hauptrundenspiel der Bundesliga gleichzeitig als Punktspiele im Rahmen des EWHL Super Cups. 2019 fand erstmals ein Final-Four-Turnier statt, für das die vier besten Teams der Einfachrunde qualifiziert waren. Aktuell wird eine Vorrunde mit mehreren Gruppen gespielt, aus der sich vier Teams für das Final-Four-Turnier qualifizieren.
Zur Saison 2024/25 wurde der Wettbewerb in EWHL Euro Cup umbenannt.
Die meisten Turniersiege hat der HK Budapest aufzuweisen, der das Turnier viermal für sich entscheiden konnte.

## Teilnehmer und Platzierungen
| Saison  | Teilnehmer | EWHL | Deutschland                                       | weitere Länder                                                         | Platzierungen                                   | Platzierungen                                   | Platzierungen                                   |
| Saison  | Teilnehmer | EWHL | Deutschland                                       | weitere Länder                                                         | Meister                                         | 2. Platz                                        | 3. Platz                                        |
| ------- | ---------- | --- | ------------------------------------------------- | ---------------------------------------------------------------------- | ----------------------------------------------- | ----------------------------------------------- | ----------------------------------------------- |
| 2011/12 | 5          | EHV Sabres Wien HC Slovan Bratislava                                                                                | ESC Planegg/Würmtal OSC Berlin                    | ZSC Lions Frauen                                                       | ESC Planegg/Würmtal                             | ZSC Lions Frauen                                | HC Slovan Bratislava                            |
| 2012/13 | 6          | EHV Sabres Wien HK Pantera Minsk DEC Salzburg Eagles                                                                | ESC Planegg/Würmtal ECDC Memmingen                | ZSC Lions Frauen                                                       | ZSC Lions Frauen                                | HK Pantera Minsk                                | ESC Planegg/Würmtal                             |
| 2013    | 4          | EHV Sabres Wien Austrian Select                                                                                     | ESC Planegg/Würmtal ECDC Memmingen                | –                                                                      | ESC Planegg/Würmtal                             | ECDC Memmingen                                  | EHV Sabres Wien                                 |
| 2014/15 | 6          | EV Bozen Eagles EHV Sabres Wien Austrian Select                                                                     | ESC Planegg/Würmtal ECDC Memmingen                | ZSC Lions Frauen                                                       | EHV Sabres Wien                                 | ESC Planegg/Würmtal                             | Austrian Select                                 |
| 2015    | 8          | EHV Sabres Wien Austrian Select ŠKP Bratislava KMH Budapest                                                         | ESC Planegg/Würmtal ECDC Memmingen ERC Ingolstadt | ZSC Lions Frauen                                                       | EHV Sabres Wien                                 | ZSC Lions Frauen                                | ESC Planegg/Würmtal                             |
| 2016/17 | 9          | Austrian Select I Austrian Select II Aisulu Almaty KMH Budapest EV Bozen Eagles ŠKP Bratislava                      | ECDC Memmingen ESC Planegg/Würmtal ERC Ingolstadt |                                                                        | ECDC Memmingen                                  | ERC Ingolstadt                                  | ŠKP Bratislava                                  |
| 2017/18 | 8          | DEC Salzburg Eagles EHV Sabres Wien Aisulu Almaty KMH Budapest EV Bozen Eagles ŠKP Bratislava                       | ECDC Memmingen ESC Planegg/Würmtal ERC Ingolstadt |                                                                        | KMH Budapest                                    | ECDC Memmingen                                  | ESC Planegg/Würmtal                             |
| 2018/19 | 8          | DEC Salzburg Eagles EHV Sabres Wien Aisulu Almaty KMH Budapest ŠKP Bratislava                                       | ECDC Memmingen ESC Planegg/Würmtal ERC Ingolstadt |                                                                        | EHV Sabres Wien                                 | ECDC Memmingen                                  | ESC Planegg/Würmtal                             |
| 2019    | 9          | EHV Sabres Wien DEC Salzburg Eagles Aisulu Almaty KMH Budapest MAC Budapest                                         | ECDC Memmingen ESC Planegg/Würmtal ERC Ingolstadt | ŠKP Bratislava                                                         | KMH Budapest                                    | ESC Planegg/Würmtal                             | EHV Sabres Wien                                 |
| 2020/21 | 11         | Aisulu Almaty ŠKP Bratislava KMH Budapest MAC Budapest EHV Sabres Wien DEC Salzburg Eagles                          | ERC Ingolstadt ECDC Memmingen ESC Planegg         | Neuchâtel Hockey Academy ZSC Lions Frauen                              | Saison aufgrund der Corona-Pandemie abgebrochen | Saison aufgrund der Corona-Pandemie abgebrochen | Saison aufgrund der Corona-Pandemie abgebrochen |
| 2021/22 | 12         | Aisulu Almaty KMH Budapest MAC Budapest EHV Sabres Wien DEC Salzburg Eagles ŠKP Bratislava                          | ECDC Memmingen ESC Planegg/Würmtal ERC Ingolstadt | Neuchâtel Hockey Academy Majadahonda HC Budapest Jégkorong Akadémia HC | KMH Budapest                                    | EHV Sabres Wien                                 | ESC Planegg                                     |
| 2022/23 | 8          | Aisulu Almaty Austrian Selects ŠKP Bratislava Budapest Jégkorong Akadémia HC HK Budapest MAC Budapest               | ECDC Memmingen ESC Planegg                        |                                                                        | HK Budapest                                     | MAC Budapest                                    | ECDC Memmingen                                  |
| 2023    | 9          | Aisulu Almaty ŠKP Bratislava Budapest Jégkorong Akadémia HC HK Budapest MAC Budapest EC Graz Huskies Lakers Kärnten | ECDC Memmingen                                    | EV Zug                                                                 | ECDC Memmingen                                  | MAC Budapest                                    | EV Zug                                          |
| 2024    | 10         | Aisulu Almaty HK PSRŽ Bratislava Budapest Jégkorong Akadémia HC MAC Budapest Lakers Kärnten SKN Sabres St. Pölten   | ERC Ingolstadt ECDC Memmingen                     | HK Budapest ( DFEL) EV Zug                                             | EV Zug                                          | ECDC Memmingen                                  | MAC Budapest                                    |